# MK Pop
MK Pop，是2014年的網絡新詞，泛指舞姿奇怪、打扮浮誇、曲風模仿韓國流行音樂（K Pop）的粵語音樂組合。MK是旺角的縮寫，MK Pop自然成為MK文化的一部分，而天堂鳥、Faith和拾音社亦成為了MK Pop的代表。

## 曾被廣泛討論為MK Pop之歌手及樂隊
- 天堂鳥：香港三人男子組合，成員包括Tyrese、Gordon、Lincoln，天堂鳥的黑眼線加妖氣造型，一直引來熱議[4]。
- Faith：該樂隊的造型被網民批評不但模仿韓國明星，而且其化妝造型更無法演繹韓星的美感，反而顯得Faith的打扮非常具MK文化。
- 拾音社：廣州二人男子組合，2009年出道，成員包括何柏誠與李滔，主打歌為《Kiss Kiss Kiss》、《菲士》，但歌曲被指模仿日本電子組合Perfume的《Nee》[5]。
- RED People（英语：RED People）：馬來西亞組合，獲知名馬來西亞rapper黃明志填詞作曲製成其出道作《你不紅》，為該團成立後第一首的團體合唱歌。副歌不斷重複「Momomomomomomomomo」這段毫無意思的歌詞，洗腦程度甚至比起Ice Man的《要在一起》的副歌「在一起，要在一起，要在一起，噢，要在一起一起」有過之而無不及。甚至有網民批評《你不紅》模仿《Gangnam Style》[6]。此後，該團的歌亦以洗腦而聞名。除了朱主愛（四葉草）等個人演出之作品外，其餘以組合作單位演出的作品的質素在2016年起才略有改善。
- S.K.Y.：澳門三人女子組合，2013年出道，成員包括Yetta、Kasey、Florence，由外貌、衣著、唱功，到舞步也統統被評頭品足，罵聲處處。當中，Florence更被指一副盛女容貌，故被稱為新晉MK Pop女團[7]。
- FFx（Sugar Baby）